# Matthias Arnold
Matthias Arnold (* 1947) je německý historik umění, specializující se především na tvorbu Vincenta van Gogha. Působí také jako malíř.
Je autorem řady knih a časopiseckých článků zabývajících se životem a dílem Vincenta van Gogha. Věnoval se však také dalším malířům téhož období. Je autorem monografií Henriho de Toulouse-Lautreca, Claude Moneta či Edvarda Muncha.